# Peter Gantzler
Peter Gantzler (* 28. September 1958 in Dänemark) ist ein dänischer Schauspieler. Er spielte unter anderem in den Filmen Italienisch für Anfänger und Der Fakir mit.

## Filmografie (Auswahl)
- 1997: Fräulein Smillas Gespür für Schnee (Smilla’s Sense of Snow)
- 1999: In China essen sie Hunde (I Kina spiser de Hunde)
- 2000: Italienisch für Anfänger (Italiensk for begyndere)
- 2001 Sommer mit Onkel Erik (Min søsters børn)
- 2004: Der Fakir (Fakiren fra Bilbao)
- 2006: The Boss of It All (Direktøren for det hele)
- 2006: Der verlorene Schatz der Tempelritter (Tempelriddernes skat)
- 2007: Der verlorene Schatz der Tempelritter 2 (Tempelriddernes skat II)
- 2008: 33 Szenen aus dem Leben (33 sceny z życia)
- 2010: Die Wahrheit über Männer (Sandheden om mænd)
- 2012–2020: Rita (Fernsehserie, sechs Folgen)
- 2013: Gefährliche Seilschaften (Borgen)
- 2014: Die Erbschaft (Arvingerne)
- 2018: Ninna
- 2022: Nichts – Was im Leben wichtig ist (Intet)
- 2022: Rose – Eine unvergessliche Reise nach Paris (Rose)
- 2023: Viften

## Auszeichnungen
Gantzler erhielt als bester männlicher Nebendarsteller (Årets mandlige birolle) für seine Rolle in Italienisch für Anfänger den Robert und war mit derselben Rolle für den Bodil als bester männlicher Hauptdarsteller (Bedste mandlige hovedrolle) nominiert.